# 17216 Скоттстюарт
17216 Скоттстюарт (17216 Scottstuart) — астероїд головного поясу, відкритий 7 січня 2000 року.
Тіссеранів параметр щодо Юпітера — 3,160.